# Beast Records
Ne doit pas être confondu avec B.E.A.S.T Records.
Beast Records est un label discographique français de garage rock, basé à Rennes, en Ille-et-Vilaine. Le label a notamment été le groupe australien Burn in Hell.

## Histoire
Beast Records est fondé en 2003 à Rennes par Sébastien « Seb » Blanchais. Seb explique que la création du label s'est faite dans le cadre d'une auto production de son groupe de l'époque, Born in Flames, enregistrée par Steve Baise des Devil Dogs. « Je trouvais plus simple de s’auto-produire que de faire des pipes aux boss des labels indés », explique-t-il. Le statut associatif du label est officialisé en 2005. 
Le label est distribué par Cargo dans toute l'Europe. En 2021, Seb estime à 200 environ le nombre de groupes signés au label. Pour célébrer les 20 ans du label, le label organise 5 concerts à Rennes.
En parallèle, Seb est propriétaire du magasin de disques Rockin’Bones, également basé à Rennes.

## Groupes et artistes
Le label présente notamment des groupes comme : Clavicule et Burn in Hell.